# 迪欧什拜雷尼
迪欧什拜雷尼，是匈牙利托尔瑙州所辖的一个村。总面积17.75平方公里，总人口345，人口密度19.4人/平方公里（2011年1月1日）。